# عمر ديوب (لاعب كرة قدم)
عمر ديوب هو لاعب كرة قدم غيني في مركز ظهير ‏، ولد في 12 نوفمبر 1992 في كوناكري في غينيا. شارك مع منتخب غينيا لكرة القدم. أما مع النوادي، فقد لعب مع النادي القنيطري ونادي الرجاء الرياضي ونادي شباب الريف الحسيمي.

## وصلات خارجية
- عمر ديوب على موقع قاعدة بيانات كرة القدم.إي يو (الإنجليزية)
- عمر ديوب على موقع ناشيونال فوتبول تيمز (الإنجليزية)
- عمر ديوب على موقع Soccerway.com (الإنجليزية)